# 高坡凤仙花
高坡凤仙花（学名：Impatiens labordei）为凤仙花科凤仙花属下的一个种。

## 扩展阅读
- 維基物種上的相關：高坡凤仙花